# Sertularia secunda
Sertularia secunda är en nässeldjursart som beskrevs av Heller 1868. Sertularia secunda ingår i släktet Sertularia och familjen Sertulariidae. Inga underarter finns listade i Catalogue of Life.